# گانداکی پرادش
گانداکی پرادش (نپالی: गण्डकी प्रदेश) یکی از هفت استان فدرال است که توسط قانون اساسی نپال تأسیس شده‌است که در تاریخ ۲۰ سپتامبر ۲۰۱۵ تشکیل شد. پوخارا پایتخت استان است. این مرز با تبت از چین به شمال، استان ۳ با شرق، پرادش به غرب و استان ۵ و اوتار پرادش هند به جنوب مرز است. کل مساحت استان ۲۱۵۰۴ کیلومتر مربع است. با توجه به آخرین سرشماری، جمعیت این استان ۲٬۴۰۳٬۷۵۷ میلیون نفر بود. مجلس شورای جدید انتخاب شده، گانداکی پرادش را به عنوان نام دائمی جایگزین نام اولیه خود به نام " ولایات" نامید. ۴ در ژوئیه ۲۰۱۸.
| محل      | اوت (°F) | اوت (°C) | ژانویه (°F) | ژانویه (°C)   | سالانه بارش (میلی‌متر در ساعت) |
| -------- | -------- | -------- | ----------- | ------------- | ----------------------------- |
| پوشکا    | ۷۴٫۸     | ۲۳٫۸     | ۵۰٫۴        | ۱۰٫۲          | ۲۰۱۰٫۳ / ۷۹٫۱                 |
| Chapakot | ۶۰٫۲     | ۲۰٫۴     | ۴۶٫۵        | ۹٫۶           | ۱۷۶۶٫۱ / ۶۹٫۵                 |
| ۷۲٫۳     | ۲۲٫۴     | ۴۷٫۵     | ۸٫۶         | ۱۶۳۹٫۶ / ۶۴٫۶ |                               |
| مودی     | ۶۰٫۸     | ۱۶       | ۳۳٫۴        | ۰٫۸           | ۱۰۹۴٫۷ / ۴۳٫۱                 |
| جابجایی  | ۷۷٫۵     | ۲۵٫۳     | ۵۴٫۱        | ۱۲٫۳          | ۱۹۶۲٫۷ / ۸۴٫۵                 |
| بیسیشهر  | ۷۲٫۳     | ۲۲٫۴     | ۴۷٫۵        | ۸٫۶           | ۱۶۳۹٫۶ / ۶۴٫۶                 |
| مودی     | ۶۰٫۸     | ۱۶       | ۳۳٫۴        | ۰٫۸           | ۱۰۹۴٫۷ / ۴۳٫۱                 |